# Sabine Beckerová
Sabine Beckerová (* 13. srpna 1959 Karl-Marx-Stadt, NDR) je bývalá německá a východoněmecká rychlobruslařka.
V prvním mezinárodním závodě se objevila v roce 1974, velké akce se ale zúčastnila až v roce 1978, kdy startovala na Mistrovství světa juniorů, na kterém se umístila na čtvrtém místě. O rok později toto umístění obhájila. V roce 1980 startovala poprvé na seniorském Mistrovství světa ve víceboji, kde skončila na páté příčce. Závodila také na Zimních olympijských hrách 1980, na nichž získala stříbrnou medaili ze závodu na 3000 m a bronzovou na trati 1500 m. Po sezóně 1979/1980 musela kvůli zdravotním problémům ukončit kariéru.
V roce 1986 emigrovala do Západního Berlína a o dva roky později začala opět trénovat. Svoji obnovenou premiéru si odbyla na závodech Světového poháru (SP) v prosinci 1988. Největšího úspěchu po svém comebacku dosáhla v listopadu 1989, kdy v závodě na 3000 m na mítinku SP v Berlíně dojela jako čtvrtá. V celkovém hodnocení SP se v ročníku 1989/1990 na tratích 3000/5000 m umístila na devátém místě. Po této sezóně definitivně ukončila sportovní kariéru.